# Acroporium pocsii
Acroporium pocsii är en bladmossart som beskrevs av Maurice Bizot 1973. Acroporium pocsii ingår i släktet Acroporium och familjen Sematophyllaceae. Inga underarter finns listade i Catalogue of Life.